# Hermann Dernburg

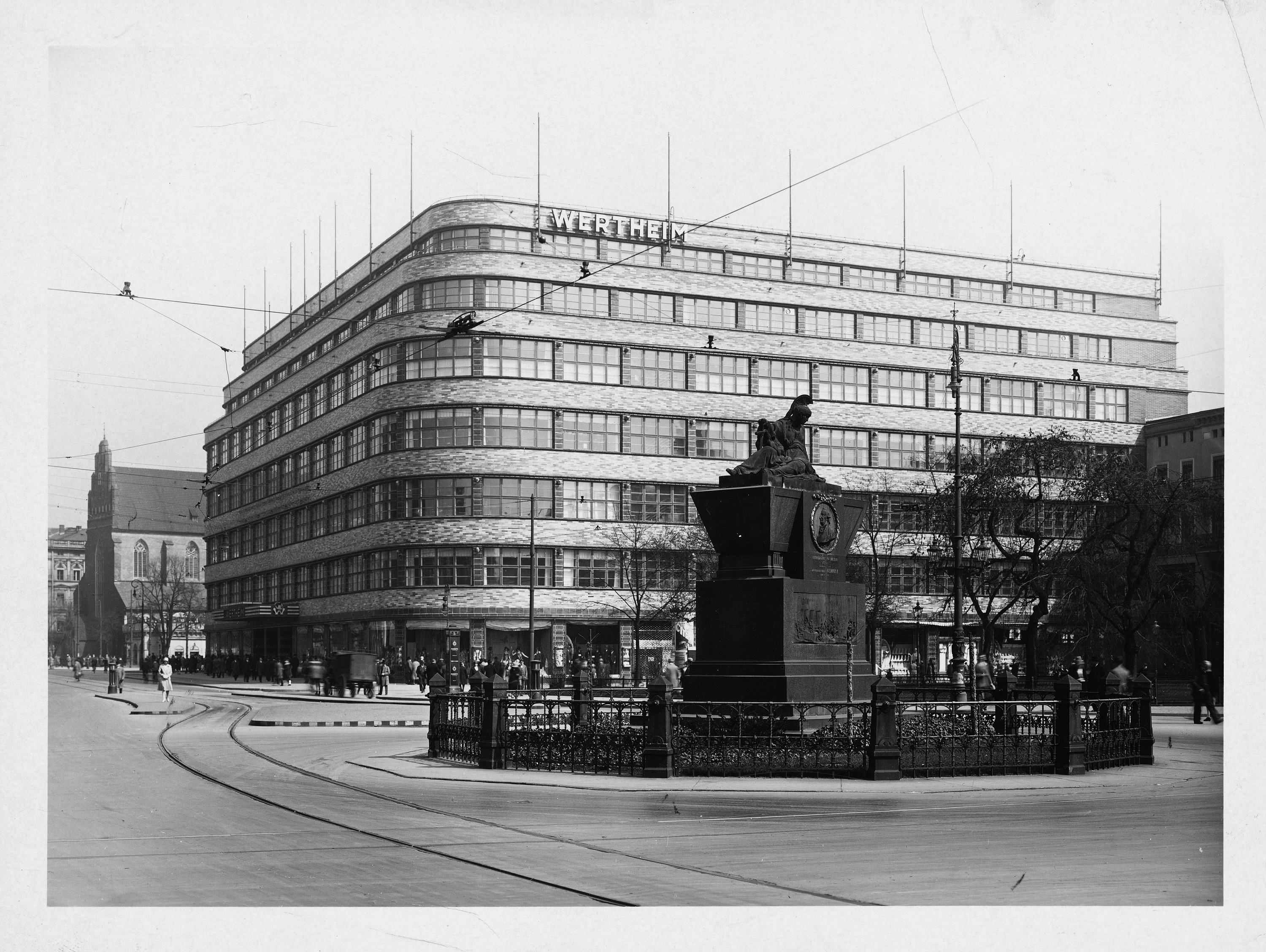
Dom towarowy Wertheim we Wrocławiu zdjęcie archiwalne

Hermann Dernburg (ur. 16 października 1868 w Darmstadt, zm. 15 września 1935 w Zurychu) – niemiecki architekt.

## Prace
- 1901–1906: Sąd okręgowy w Berlinie-Charlottenburgu
- 1906–1907: Biurowiec browaru Patzenhofer S.A., Berlin Taubenstrasse
- 1907–1908: Rozbudowa Banku Darmsztadzkiego, Berlin, Schinkelplatz
- 1909–1910: Hala sportowa, tzw. Pałac Sportu w berlińskiej dzielnicy Schöneberg, Potsdamer Strasse
- około 1910: Biurowiec, tzw. Dom Rzemiosła Hohenzollernów, Berlin
- 1912: Budynek mieszkalny, Berlin-Grunewald, Erbacher Strasse 4
- 1912: Budynek fabryki czekolady Sarotti, Berlin-Tempelhof, Teilestrasse
- 1914–1915: Budynek im. Langenbecka i Virchowa Niemieckiego Towarzystwa Chirurgicznego, Berlin, Luisenstrasse
- 1925–1926: Zabudowa mieszkalna, Berlin-Wedding, Brüsseler Strasse / Amrumer Strasse
- 1928: Budynek administracyjny browaru Patzenhofer S.A. w berlińskiej dzielnicy Spandau, Tegeler Weg
- 1928–1930: Dom towarowy Wertheim we Wrocławiu[1]